# Claire Falkenstein
Claire Falkenstein (Coos Bay, 22 luglio 1908 – Los Angeles, 23 ottobre 1997) è stata un'artista statunitense nota soprattutto per le sue grandi sculture pubbliche astratte in metallo e vetro.

## Biografia

### Infanzia e studi
Suo padre gestiva una segheria in Oregon, ma quando la famiglia si trasferì in California Claire frequentò l'Anna Head School tra Oakland e Berkeley.
Suo nonno Valentine von Falkenstein era uno studente di medicina di nobili origini di Francoforte che emigrò negli Stati Uniti dopo le rivoluzioni tedesche del 1848-49 come rifugiato politico, per poi diventare un pioniere della contea di Siskiyou, in California. Da parte di madre si ipotizza che Falkenstein fosse pronipote di George Armstrong Custer, ma ciò non è stato mai confermato.
Da bambina Falkenstein cavalcava al buio sulla spiaggia per vedere sorgere il sole e passava il tempo a guardare conchiglie, rocce, alghe e legni, tutte forme della natura che la ispirarono nella scultura.
Nel 1930 si laureò all'Università della California a Berkeley con una specializzazione in arte e studi minori in antropologia e filosofia. Tenne la sua prima mostra personale in una galleria di San Francisco ancor prima di completare gli studi, che proseguì nei primi anni '30 al Mills College. Qui seguì un corso di perfezionamento con Alexander Archipenko e incontrò László Moholy-Nagy e György Kepes.

### Carriera

#### San Francisco

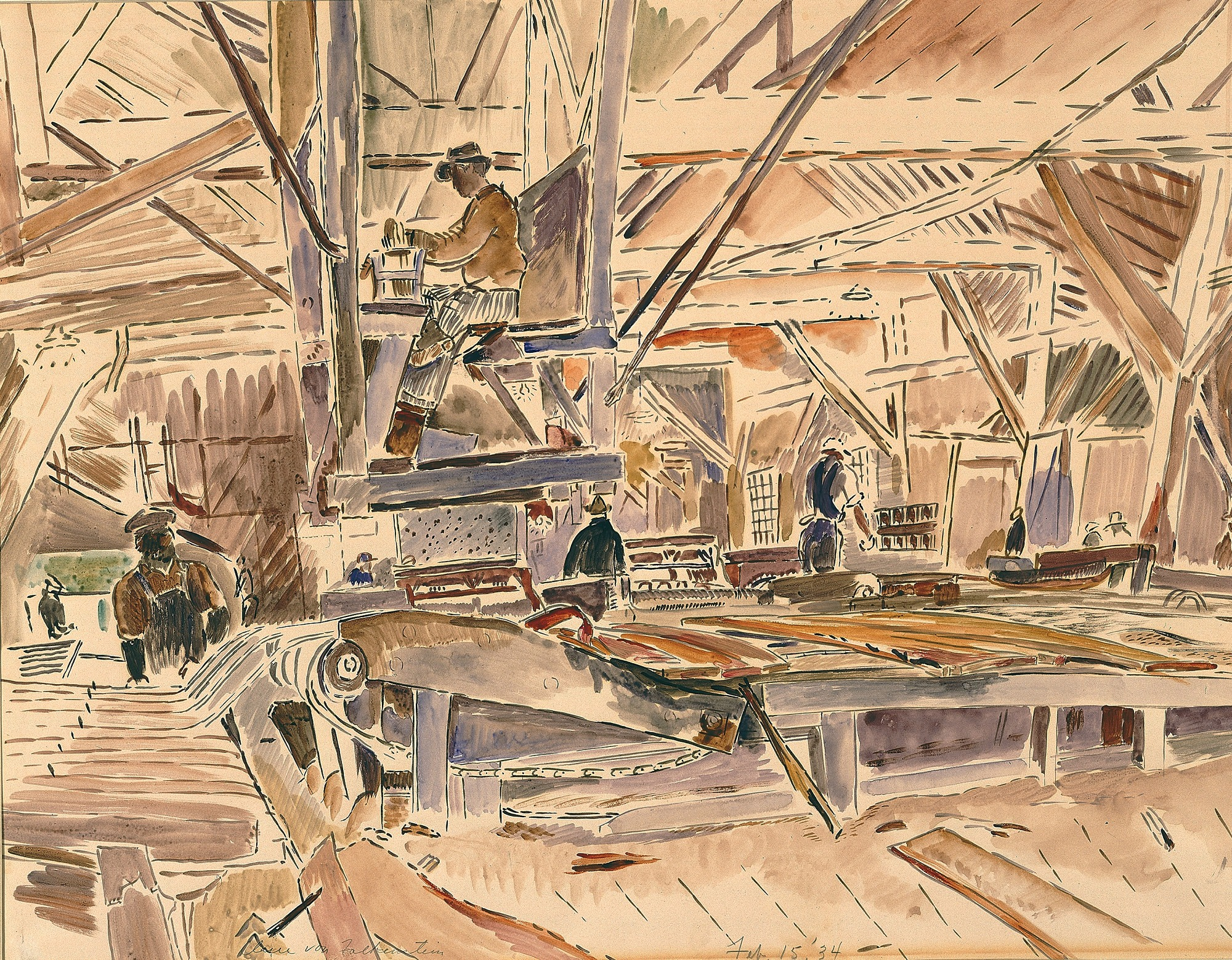
In a Lumber Mill (1934), acquerello per il Public Works of Art Project

Falkenstein mostrò interesse per l'astrattismo, così come per le idee secondo cui le considerazioni funzionali non sminuiscono l'appeal estetico di un'opera, sentendosi quindi libera di sperimentare un'ampia varietà di nuove tecniche e materiali.
Tenne corsi d'arte in varie località della Bay Area, nonché all'innovativa California School of Fine Arts insieme a espressionisti astratti come Clyfford Still, che sarebbe diventato un caro amico e un'influenza artistica, e Richard Diebenkorn. Nel 1934 realizzò un affresco astratto alla Piedmont High School di Oakland nell'ambito del Federal Art Project che, seppur preferisse fortemente i dipinti raffiguranti scene statunitensi, tollerò l'opera di Falkenstein. Durante gli anni '30 realizzò sculture di nastri di argilla formati in nastri di Möbius e intrecciate insieme. Queste erano alcune delle prime sculture non oggettive americane. Risale alla prima metà degli anni '40 la sua serie di sculture lignee denominata Exploded Volumes, fatte di parti mobili che potevano essere combinate in modi diversi dallo spettatore.
Sposò l'avvocato Richard Francis McCarthy il 14 luglio 1934 ad Alameda. Dopo 22 anni di matrimonio la coppia divorziò per il rifiuto di lui di trasferirsi a Parigi.

#### Parigi
Falkenstein si trasferì a Parigi nel 1950 e vi rimase per tredici anni, lavorando nel suo studio sulla Rive gauche. Qui incontrò molti artisti tra cui Hans Arp, Alberto Giacometti, Sam Francis e Paul Jenkins, oltre al critico d'arte Michel Tapié che fece da mentore e promotore per gli statunitensi.
In un'intervista del 1995 definì la sua esperienza parigina "straordinaria, perché i francesi hanno permesso una sorta di azione individuale. Hanno la qualità di secoli di... cultura e arte che in un certo senso traboccano".  Venne accostata alle astrazioni in forma libera del tachisme,  la controparte francese dell'espressionismo astratto statunitense.
Per necessità economica utilizzò in modo inventivo materiali non tradizionali poco costosi per le sue opere d'arte, inclusi tronchi di legno, filo per tubi da stufa e barre di piombo. In particolare usò il filo per tubi da stufa in maniera innovativa, anche quando poteva permettersi materiali più costosi. Le forme ampie e ariose costruite con questo materiale divennero parte del suo noto stile.
Piuttosto che scultura, preferiva l'uso della parola struttura per riferirsi al suo lavoro. In tal senso si riferiva anche ai suoi dipinti e alle stampe. Alcuni dei suoi lavori hanno una struttura che sembra poter crescere, espandersi all'infinito, simile al modo in cui i dipinti di Jackson Pollock possono apparire come se potessero continuare oltre la tela.
Nel 1954 la Galleria Montenapoleone di Milano ospitò una sua grande mostra personale e quattro anni dopo le venne chiesto di realizzare la ringhiera della Galleria Spazio di Roma. In questa occasione inserì pezzi di vetro colorato in una struttura aperta a griglia di metallo saldato.
Uno dei suoi lavori più famosi è The New Gates of Paradise, costruito con cinghie di metallo con pezzi di vetro. Situato sul Canal Grande al Museo Guggenheim di Venezia, era stato commissionato nel 1960 dalla sua amica Peggy Guggenheim. Le porte, ciascuna delle quali misurava 12 per 4 piedi (3,7 m × 1,2 m), segnarono per la prima volta uno schermo infinito con moduli ripetuti attaccati in varie direzioni, dando l'impressione che potesse continuare per sempre.
Falkenstein fu anche incaricata di realizzare cancelli saldati per la villa sul mare della principessa Luciana Pignatelli. I suoi gioielli vennero esposti alla mostra personale del 1961 al Musée des Arts Decoratifs del Louvre.

#### Los Angeles
Alla fine degli anni '50 tornò in patria per insegnare al San Francisco Art Institute. Tramite la studentessa Helen Burke incontrò il compositore Terry Riley, coautore con Pauline Oliveros e Loren Rush di una colonna sonora improvvisata per il suo cortometraggio Polyester Moon. Il film era già completo visivamente nel 1957, ma i musicisti furono coinvolti per la postproduzione solo l'anno successivo.
Nel 1963 si trasferì nel quartiere Venice di Los Angeles, stabilendosi in una casa/studio di fronte all'oceano. Qui ricevette molte commissioni di alto profilo per grandi opere d'arte pubbliche, tra cui sculture, fontane e schermi. Nel 1965 realizzò "U" as a Set per l'International Sculpture Symposium tenutosi nel campus della California State University e nel 1969 realizzò le porte, i cancelli e le vetrate per la St. Basil Catholic Church nel Wilshire Boulevard a Los Angeles. Le finestre tridimensionali sono considerate da alcuni i suoi migliori risultati. Tra gli altri luoghi della California meridionale che presentano le sue opere ci sono il Fulton Mall di Fresno, il South Coast Plaza, il Department of Motor Vehicles nel centro di Los Angeles e vari campus universitari tra cui la California State University, Fullerton, laCalifornia State University, Dominguez Hills, la University of California, Los Angeles, la University of Southern California e la California State University, Long Beach.
Nel 1969 il Los Angeles Times la definì "donna dell'anno". Il Long Beach Museum of Art nominò il suo ristorante "Claire's at the Museum" in onore di Falkenstein. L'artista realizzò Structure and Flow, una fontana con reticolo tortuoso donata al museo nel 1972. Quest'opera d'arte, il fulcro del ristorante, è un'altra creazione che molti considerano tra le sue migliori.
Negli anni '70 Falkenstein si interessò agli oggetti scultorei in vetro in collaborazione con la famosa vetreria Salviati di Venezia. Nel 1977 venne realizzato il film Claire Falkenstein, Sculptor da Jae Carmichael.
Falkenstein ricevette una Guggenheim Fellowship for Fine Arts nel 1978. Dal 1990 circa in poi il suo lavoro si concentrò sulla pittura. Morì nella sua casa di Venice il 23 ottobre 1997 per un tumore dello stomaco all'età di 89 anni. Nel corso della sua lunga carriera di artista produsse oltre 4.000 sculture, dipinti e disegni.

## Stile
Claire Falkenstein usò il termine topologia per descrivere il suo modo di creare arte. In matematica il suddetto termine viene usato per discutere le relazioni tra oggetti e spazio, mentre in senso non matematico definisce il modo in cui le cose interagiscono tra loro. In ragione di ciò, Falkenstein si servì di tale termine per spiegare come le sue sculture fossero relative allo spazio che le circonda. Non si limitò a usare la topologia in termini di matematica attorno alle sue sculture, ma in particolare si servì della forma di una "u" per creare molte delle sue opere.
In molti dei suoi pezzi, uno dei quali è "U" as a Set esposto al California International Sculpture Symposium tenutosi presso la California State University di Long Beach nel 1965, si serviva della forma di "u" per crearne una forma più ampia. "U" as a Set fu creato in modo molto simile agli altri suoi lavori utilizzando tubi di rame, anche se di lunghezza e diametro variabili. Ricollegandosi alla topologia, questo pezzo crea una risposta fluida e "ariosa" che interagisce con l'ambiente circostante e lo contraddice. Due anni dopo il simposio, l'opera venne spostata davanti all'edificio di Macintosh della California State University di Long Beach, un edificio modernista fatto di mattoni. La contraddittoria semplicità dell'edificio e la complessità/fluidità della scultura creano uno sfondo bianco e rosso per valutare l'opera. Consente inoltre di prendere forma per il pieno effetto dello stile topologico, poiché è possibile vedere le forze di lavoro di tutte le forme a "u" astratte combinate dei tubi di rame che interagiscono tra loro e l'aria intorno ad esso per creare la sensazione di dinamismo, e la forma complessiva di un'altra “u” astratta. Allo stesso modo, questa tecnica è stata utilizzata in tutti i 41 pezzi della sua serie Point as a Set, che utilizza anche tubi cavi di rame e frammenti a forma di “u” astratte per creare pezzi che suggeriscono il movimento interagendo così con lo spazio circostante.